# Fabriczy János (tanár)
Fabriczy János (Bajsa, 1845 – Eperjes, 1893. április 10.) tanár.

## Élete
Fabriczy György szabóiparos fia. A középiskolát és teológiai tanulmányait Újverbászon, Pozsonyban és Szarvason végezte. Ezután hat évig volt nevelő Tápiószelén Reinle Ignác, majd Abonyban Sívó József földbirtokos családjánál. 1875-78-ban a budapesti egyetemen tanult. Az eperjesi evangélikus tanítóképző tanára volt 1879 februárjától egészen haláláig.
Haláláig tagja volt a Királyi Magyar Természettudományi Társulatnak.

## Művei
- Elemi számtan. Alsó tanintézetek, tanítók és magántanulók számára. Bpest, 1886–87. Három rész.

Programértekezése: Tananyag és módszer (Eperjesi evang. ker. collegium Értesítője 1887.)